# Hipposideros rotalis
Hipposideros rotalis — є одним з видів кажанів родини Hipposideridae.

## Поширення
Країни поширення: Лаос. Імовірно, він знаходиться в сухому лісі і може терпіти деякі ступені порушень.

## Загрози та охорона
Загрози для цього виду не відомі.